# Brambridge
Brambridge – wieś w Anglii, w hrabstwie Hampshire. Leży 9 km na południowy wschód od miasta Winchester i 102 km na południowy zachód od Londynu.